# St. Lucia FC
Santa Lucia FC is een Maltese voetbalclub uit Santa Luċija.
De club werd in 1974 opgericht en speelde lang in de lagere reeksen van het Maltese voetbal. In het seizoen 2018/19 eindigde ploeg als derde in de First Division en promoveerde via de play-offs, waarin het St. Andrews FC versloeg, voor het eerst naar de Premier League.  In 2013 figureerde de club in een voetbalrealityshow op NET TV genaamd Net Stars waardoor de club ook bekend werd als de Santa Luċija Net Stars.

## Bekende (oud-)spelers
- Thomas Rier

Fgura United · 
Gudja United FC ·
Lija Athletic · 
Marsa FC ·
Mgarr United FC · 
Mtarfa FC ·
Pietà Hotspurs · 
St. Lucia · 
Senglea Athletic FC ·
Sirens FC ·
St. Andrews ·
Swieqi United ·
Tarxien Rainbows ·
Valletta FC ·
Żebbuġ Rangers ·
Zurrieq FC